# بافيل ماماييف
بافيل ماماييف (بالروسية: Мамаев, Павел Константинович)‏ (Pavel Konstantinovich Mamaev) (17 سبتمبر 1988 في موسكو في روسيا – )؛ هو لاعب كرة قدم كان يلعب كلاعب وسط. يلعب مع منتخب روسيا لكرة القدم منذ عام 2010.

## وصلات خارجية
- بافيل ماماييف على موقع قاعدة بيانات كرة القدم.إي يو (الإنجليزية)
- بافيل ماماييف على موقع ناشيونال فوتبول تيمز (الإنجليزية)
- بافيل ماماييف على موقع Soccerway.com (الإنجليزية)
- بافيل ماماييف على موقع عالم كرة القدم.نت (الإنجليزية)
- بافيل ماماييف على موقع AS.com (الإسبانية)